# Бачжоу (Ланфан)
Бачжо́у (кит. упр. 霸州, пиньинь Bàzhōu) — городской уезд городского округа Ланфан провинции Хэбэй (КНР).

## История
При империи Хань на этой территории существовало удельное владение Ичан (益昌候国), позднее расформированное и слитое с уездом Аньцы. При империи Тан здесь был создан уезд Улун (武隆县), позднее переименованный в Хуэйчан (会昌县), а затем в Юнцин (永清县). При империи Поздняя Чжоу в 959 году была образована область Бачжоу; органы управления областью Бачжоу и уездом Юнцин разместились в одном и том же месте.
При империи Сун в 1005 году был образован военный округ Синьань (信安军). В 1035 году уезд Юнцин был присоединён к уезду Вэньань.
При чжурчжэньской империи Цзинь военный округ Синьань был понижен в статусе до уезда Синьань (信安县). В 1189 году был образован уезд Ицзинь (益津县). В это время области Бачжоу подчинялись уезды Синьань и Ицзинь.
При империи Юань уезд Синьань был присоединён к уезду Ицзинь, а в 1263 году уезд Ицзинь был расформирован, и его территория перешла под прямое управление властями области. В 1265 году уезд Ицзинь был образован вновь. При империи Мин уезд Ицзинь был расформирован опять. В начале существования империи Цин области Бачжоу подчинялись уезды Вэньань, Дачэн и Баодин, но с 1728 года в области не осталось подчинённых уездов. После Синьхайской революции в Китае была произведена реформа структуры административного деления, в ходе которой области были упразднены, и в 1913 году территория, непосредственно подчинявшаяся властям области, была преобразована в уезд Басянь (霸县).
В 1949 году был образован Специальный район Тяньцзинь (天津专区), и уезд вошёл в его состав. В 1958 году Специальный район Тяньцзинь был расформирован; уезды Юнцин и Гуань были присоединены к уезду Басянь, который перешёл в непосредственное подчинение властям Тяньцзиня. В 1961 году Специальный район Тяньцзинь был восстановлен, и уезд Басянь вновь вошёл в его состав; при этом из него был выделен уезд Юнцин. В 1962 году из уезда Басянь был выделен уезд Гуань.
В 1967 году Специальный район Тяньцзинь был переименован в Округ Тяньцзинь (天津地区). В 1973 году Округ Тяньцзинь был переименован в Округ Ланфан (廊坊地区). В сентябре 1988 года решением Госсовета КНР округ Ланфан был преобразован в городской округ Ланфан. В 1990 году уезд Басянь был преобразован в городской уезд Бачжоу.

## Административное деление
Городской уезд Бачжоу делится на 7 посёлков и 5 волостей.